# Michaël Mention
Pour les articles homonymes, voir Mention.
Michaël Mention, né le 13 novembre 1979 à Marseille (Bouches-du-Rhône), est un romancier français.

## Biographie
Il publie son premier roman en 2008. D'autres suivront.

## Œuvre
- Le Rhume du pingouin, Editions du Rocher, 2008
- Sale temps pour le pays, Payot & Rivages coll. « Rivages/Noir », 2012
- Adieu demain, Payot & Rivages, coll. « Rivages/Noir », 2014
- Fils de Sam, Ring, 2014
- Jeudi noir, Ombres Noires, 2014
- Le Carnaval des hyènes, Ombres Noires, 2015
- ...Et justice pour tous, Payot & Rivages, coll. « Rivages/Noir », 2015
- Bienvenue à Cotton's Warwick, Ombres Noires, 2016
- La Voix secrète, 10/18, coll. Grands détectives, 2017
- Power, Stéphane Marsan, 2018
- Manhattan Chaos, 10/18, coll. Grands détectives, 2019
- De mort lente, Éditions Stéphane Marsan, 2020
- Dehors les chiens, 10/18, 2021
- Les Gentils, Belfond Noir, 2023
- Qu'un sang impur, Belfond Noir, 2025

## Récompenses
- Grand Prix du roman noir français 2013 Festival International du Film Policier de Beaune[2] (Sale temps pour le pays)

- Prix du polar lycéen d'Aubusson 2014 (Sale temps pour le pays).
- Prix Polars Pourpres 2014 (Adieu demain).
- Prix Transfuge Meilleur Espoir Polar 2015 (... Et justice pour tous)
- Prix des lecteurs/blogueurs Lisle Noir 2018 (Power)
- Grand Prix du Festival Sans Nom de Mulhouse 2018 et Prix des blogueurs Festival Lisle Noir (Power)